# Барамидзе, Давид
Давид Барамидзе (нем. David Baramidze; род. 27 сентября 1988, Тбилиси) — немецкий шахматист, гроссмейстер (2004).
В составе национальной сборной участник 2-х Олимпиад (2008, 2014), 9-го командного чемпионата мира (2013) в Анталии и 2-х командных чемпионатов Европы (2007, 2013).

## Биография
Давид Барамидзе родился в Тбилиси 27 сентября 1988 года, любовь к шахматам ему привил отец. В 1998 году переезжает с семьёй в Германию, вначале в Гессен, потом в Тюрингию. В июле 2002 года в рамках внеконкурсной программы шахматного турнира в Дортмунде 13-летний Давид Барамидзе провёл матч с сербской шахматисткой, гроссмейстером среди женщин Алисой Марич и одержал победу со счётом 4,5 — 3,5. В этом же году на турнире в Ростоке занял второе место, уступив Александеру Науманну, но опередив опытного гроссмейстера Уве Бёнша.

## Таблица результатов
| Год  | Город    | Турнир                          | + | − | = | Результат | Место |
| ---- | -------- | ------------------------------- | - | - | - | --------- | ----- |
| 2007 | Ираклион | 16-й командный чемпионат Европы | 2 | 0 | 5 | 4½ из 7   |       |
| 2008 | Дрезден  | 38-я Олимпиада                  | 4 | 1 | 2 | 5 из 7    |       |
| 2013 | Анталья  | 9-й командный чемпионат мира    | 1 | 3 | 2 | 2 из 6    |       |
|      | Варшава  | 19-й командный чемпионат Европы | 2 | 3 | 2 | 3 из 7    |       |
| 2014 | Тромсё   | 41-я Олимпиада                  | 3 | 2 | 3 | 4½ из 8   |       |
|      |          |                                 |   |   |   | из        |       |